# Bahnhof Neckarsteinach
Der heutige Haltepunkt und ehemalige Bahnhof Neckarsteinach ist neben dem Haltepunkt Neckarhausen bei Neckarsteinach eine von zwei in Betrieb befindlichen Bahnstationen in der südhessischen Stadt Neckarsteinach, 15 km östlich von Heidelberg. Er liegt an der Neckartalbahn von Heidelberg nach Bad Friedrichshall. Von 1928 bis 1981 zweigte hier eine Nebenbahn nach Schönau von der Neckartalbahn ab. Seit Dezember 2003 ist er Halt der Linien S1 und S2 der S-Bahn Rhein-Neckar.

## Lage
Der Bahnhof Neckarsteinach liegt am südwestlichen Stadtrand von Neckarsteinach, direkt an der Bundesstraße 45 und unweit des Neckars. Die Neckartalbahn macht hier – genau wie der Neckar – einen großen Bogen, um die schwierigen topographischen Verhältnisse des Odenwaldes zu überwinden. Die inzwischen stillgelegte Stichstrecke nach Schönau folgte der Neckartalbahn rund 1,2 km in westlicher Richtung. Danach zweigte sie in nördlicher Richtung in das Tal der Steinach ab.

## Geschichte
Der Neckarsteinacher Bahnhof wurde gemeinsam mit dem Streckenabschnitt Neckargemünd–Neckarsteinach–Eberbach–Neckarelz–Jagstfeld der Neckartalbahn Heidelberg–Bad Friedrichshall am 24. Mai 1879 durch die Badische Staatsbahn eröffnet.
Am 16. Juni 1914 kam es zur Unterzeichnung eines Staatsvertrages zwischen den beiden Großherzogtümern Baden und Hessen über den Bau einer 5 km langen Strecke vom hessischen Neckarsteinach ins badische Schönau. Mit dem Bau dieser Stichstrecke wurde jedoch erst 1927 begonnen. Die feierliche Eröffnung der auch als „Steinachtalbahn“ genannten Strecke fand schließlich am 21. Oktober 1928, also 14 Jahre nach Unterzeichnung des Badisch-Hessischen Staatsvertrages, statt.
Auf der Strecke zwischen Neckarsteinach und Schönau wurde der Personenverkehr zum 28. September 1969 eingestellt. Der Güterverkehr rollte noch bis zum 1. November 1981. Nach Einstellung des Güterverkehrs erfolgte die Gesamtstilllegung der Bahnstrecke Neckarsteinach–Schönau.
Im Januar 2000 wurde die Strecke Neckarsteinach–Schönau offiziell entwidmet. Seit Juli 2008 gibt es einen 3,5 km langen, durchgehenden Radweg auf der ehemaligen Trasse.
Zum turnusgemäßen Fahrplanwechsel 2003/2004 am 14. Dezember 2003 wurde der Bahnhof Neckarsteinach in das System der S-Bahn Rhein-Neckar integriert. Hierbei wurde der Bahnhof grundlegend modernisiert und vom Bahnhof zum Haltepunkt heruntergestuft. Dabei wurde der alte Mittelbahnsteig an den Gleisen 2 und 3 sowie das Gleis 3, welches der Nebenbahn nach Schönau diente, entfernt und ein neuer Seitenbahnsteig mit Fußgängerunterführung an Gleis 2 errichtet. Beide Bahnsteige wurden barrierefrei gebaut.

## Bahnanlagen

### Empfangsgebäude
Das Empfangsgebäude des Neckarsteinacher Bahnhofs steht südwestlich der Gleise. Es stammt aus dem Jahr 1879 und ist im neoklassizistischen Stil gebaut.

### Gleise und Bahnsteige
Der Bahnhof verfügt über zwei durchgehende Gleise mit je einem Außenbahnsteig. Von Gleis 1 verkehren die S-Bahnen der Linien S1 und S2 über Eberbach und Neckarelz nach Mosbach bzw. Osterburken. Von Gleis 2 gelangt man nach Neckargemünd, Heidelberg, Mannheim, Ludwigshafen, Neustadt, Kaiserslautern und Homburg (Saar).
Die Bahnsteighöhe der Bahnsteige im Bahnhof Neckarsteinach wurde – wie bei den übrigen Unterwegsstationen von Heidelberg nach Neckarelz – auf 76 Zentimeter erhöht, um einen ebenerdigen Einstieg in die S-Bahnen zu ermöglichen. Ebenfalls wie bei den übrigen Unterwegsstationen weisen die Bahnsteige eine Länge von 140 Metern auf.

## Betrieb

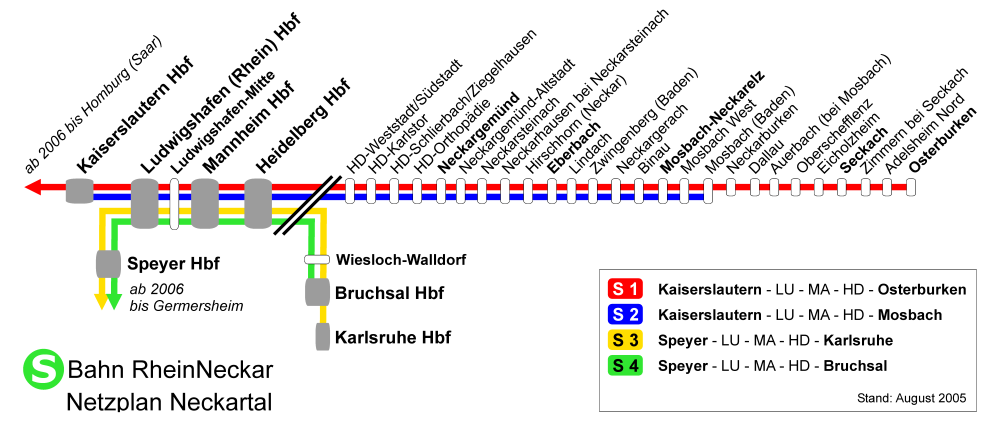
Netzplan der S-Bahn Rhein-Neckar

Der Bahnhof Neckarsteinach liegt an der Neckartalbahn (Heidelberg–Bad Friedrichshall), die seit 2003 von den Linien S1 und S2 der S-Bahn Rhein-Neckar halbstündlich bedient wird.
| Linie | Verlauf | Takt   |
| ----- | --- | ------ |
| S 1   | Homburg (Saar) Hbf – Bruchmühlbach-Miesau – Hauptstuhl – Landstuhl – Kindsbach – Einsiedlerhof – Vogelweh – Kennelgarten – Kaiserslautern Hbf – Hochspeyer – Frankenstein (Pfalz) – Weidenthal – Neidenfels – Lambrecht (Pfalz) – Neustadt (Weinstr) Hbf – Neustadt (Weinstr)-Böbig – Haßloch (Pfalz) – Böhl-Iggelheim – Schifferstadt – Limburgerhof – (Ludwigshafen-Rheingönheim – Ludwigshafen-Mundenheim –) (einzelne Züge) Ludwigshafen (Rhein) Hbf – Ludwigshafen (Rhein) Mitte – Mannheim Hbf – Mannheim ARENA/Maimarkt – Mannheim-Seckenheim – Mannheim-Friedrichsfeld Süd – Heidelberg-Pfaffengrund/Wieblingen – Heidelberg Hbf – Heidelberg-Weststadt/Südstadt – Heidelberg-Altstadt – Heidelberg-Schlierbach/Ziegelhausen – Heidelberg Orthopädie – Neckargemünd – Neckargemünd Altstadt – Neckarsteinach – Neckarhausen (b Neckarsteinach) – Hirschhorn (Neckar) – Eberbach – Lindach – Zwingenberg (Baden) – Neckargerach – Binau – Mosbach‐Neckarelz – Mosbach West – Mosbach (Baden) – Neckarburken – Dallau – Auerbach (b Mosbach) – Oberschefflenz – Eicholzheim – Seckach – Zimmern bei Seckach – Adelsheim Nord – Osterburken Stand: Fahrplanwechsel Dezember 2021 | 60 min |
| S 2   | Kaiserslautern Hbf – Hochspeyer – Frankenstein (Pfalz) – Weidenthal – Neidenfels – Lambrecht (Pfalz) – Neustadt (Weinstr) Hbf – Neustadt (Weinstr)-Böbig – Haßloch (Pfalz) – Böhl-Iggelheim – Schifferstadt – Limburgerhof – Ludwigshafen-Rheingönheim – Ludwigshafen-Mundenheim – Ludwigshafen (Rhein) Hbf – Ludwigshafen (Rhein) Mitte – Mannheim Hbf – Mannheim ARENA/Maimarkt – Mannheim-Seckenheim – Mannheim-Friedrichsfeld Süd – Heidelberg-Pfaffengrund/Wieblingen – Heidelberg Hbf – Heidelberg-Weststadt/Südstadt – Heidelberg-Altstadt – Heidelberg-Schlierbach/Ziegelhausen – Heidelberg Orthopädie – Neckargemünd – Neckargemünd Altstadt – Neckarsteinach – Neckarhausen (b Neckarsteinach) – Hirschhorn (Neckar) – Eberbach – Lindach – Zwingenberg (Baden) – Neckargerach – Binau – Mosbach‐Neckarelz – Mosbach West – Mosbach (Baden) Stand: Fahrplanwechsel Dezember 2021 | 60 min |

## Tarife
Der Bahnhof von Neckarsteinach liegt wie die gesamte Metropolregion Rhein-Neckar im Tarifgebiet des Verkehrsverbundes Rhein-Neckar (VRN). Da Neckarsteinach im mit der Eisenbahn nur aus Baden erreichbaren Teil Hessens liegt, gelten auch die Angebote des angrenzenden Rhein-Main-Verkehrsverbundes (RMV), dessen Kern-Tarifgebiet mit dem Bahnhof Hesseneck Kailbach, gelegen an der Hessischen Odenwaldbahn zwischen Erbach und Eberbach, beginnt, über die badische Stadt Eberbach hinaus bis in die hessischen Kleinstädte Hirschhorn und Neckarsteinach.